# Abbaye Notre-Dame de Timadeuc
Pour les articles homonymes, voir Abbaye Notre-Dame.
L'abbaye Notre-Dame de Timadeuc est une abbaye de moines cisterciens-trappistes située à Bréhan dans le Pays des Rohan, dans le département du Morbihan en Bretagne. Elle a été fondée le 22 juillet 1841 par trois religieux venus de l'abbaye de La Trappe dans le Perche.

## Histoire

### Les débuts de l'abbaye auXIXesiècle

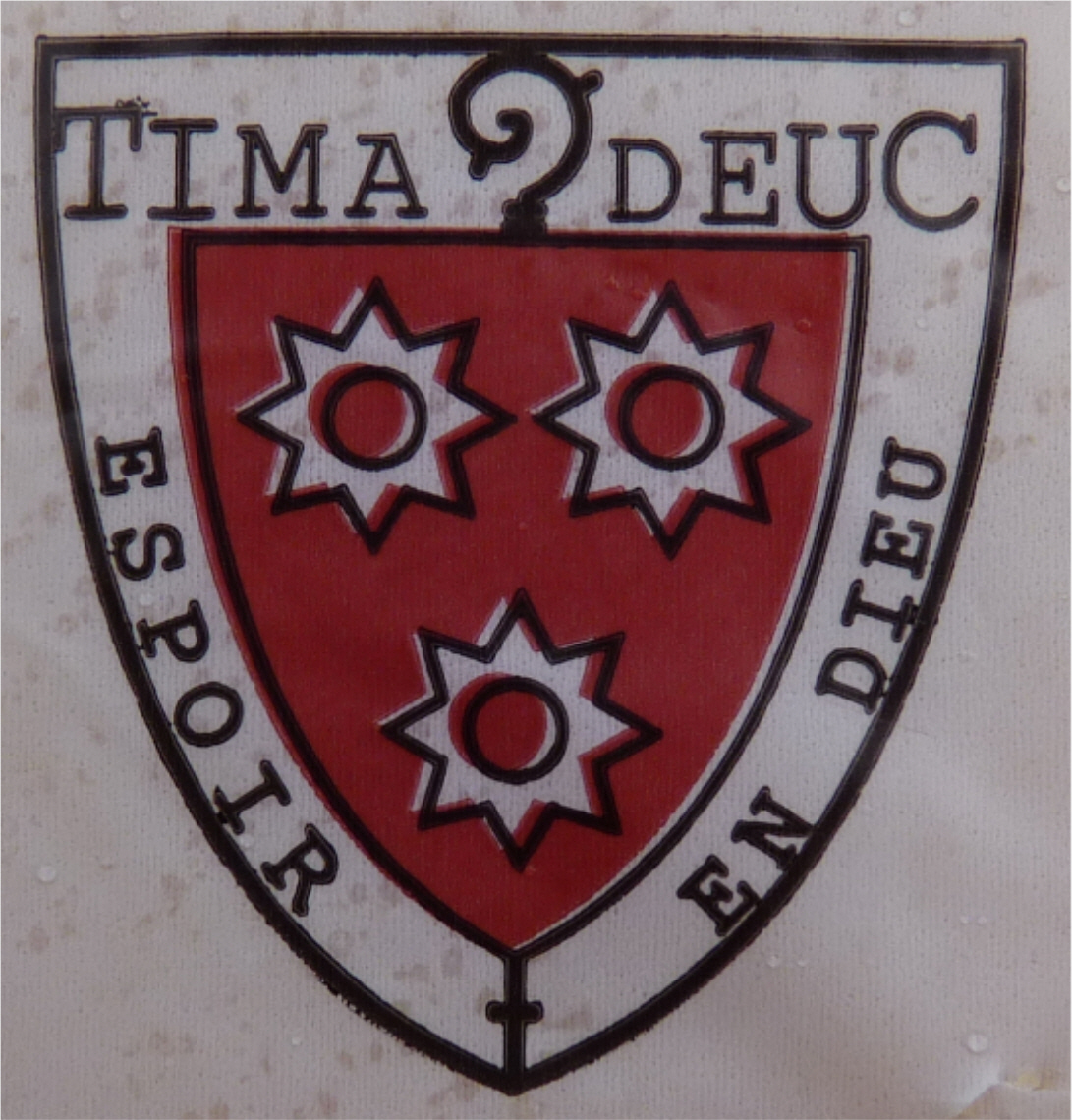
Devise de Timadeuc : « espoir en Dieu ».

Le choix du lieu est lié au fait que le Révérend Père dom Joseph Hercelin (ancien directeur au grand séminaire de Vannes), abbé de la Grande Trappe, fut sollicité pour fonder un monastère dans son diocèse d'origine de Vannes. Raison pour laquelle il refusa d'acquérir l'abbaye Notre-Dame de Bon-Repos. Il visita plusieurs propriétés de la comtesse du Bot qui trouvait leur gestion trop lourde vu son âge avancé : La Roche du Theil, puis l'ancien siège de la seigneurie appartenant aux Tymadeuc, manoir sur lequel il porta son choix en même temps qu'il reprit la devise des Tymadeuc : « espoir en Dieu ». Il acheta également deux métairies proches.
La première communauté trappiste de Timadeuc fut réduite à trois religieux (arrivés à pied avec un cheval et une carriole le 22 juillet 1841) car elle disposait de peu de ressources : elle ne comprenait que deux moines (le P. Théodore, diacre, le P. Bernard Dugué, qui en sera l'abbé jusqu'à sa mort en 1859) et un frère convers (F. Gérard). Cette communauté dut son implantation et sa survie dans les premiers temps à la générosité de la comtesse du Bot qui céda pour un prix modique le manoir de Timadeuc, alors très délabré, pour y implanter un monastère. Les premiers moines vécurent un temps, logés gratuitement, dans le château voisin du Quengo, le temps de rendre Timadeuc habitable.
Le prieuré et ses bâtiments furent construits de 1842 à 1846, notamment à partir de matériaux issus des ruines du château de Rohan. La première pose de l'église eut lieu le 1er avril 1842, sa consécration le 1er septembre 1846. Les bâtiments claustraux et le nombre des moines étant jugés suffisants pour constituer une abbaye, un rescrit pontifical accorda au prieuré le statut d'abbaye en 1847, appelée alors l’Abbaye Notre-Dame de Thymadeuc. Les bâtiments conventuels furent terminés en 1860, sauf le cloître inachevé.
François-Marie Cayot-Délandre visite l'abbaye le 2 novembre 1845 et en fournit une description détaillée, ainsi que de la vie quotidienne des moines trappistes (lever à 2 heures du matin pour le chant nocturne du  Salve Regina, puis assistance à la messe, puis travail ; un seul repas par jour, sans beurre ni viande, et en silence tout en écoutant une lecture pieuse ; cellules sans porte pour chacun et lit formé de deux planches sans matelas, le long d'un long couloir ; jamais de nouvelles de leurs familles, même pour un décès ; etc.).

### Une histoire mouvementée entre 1863 et 1914

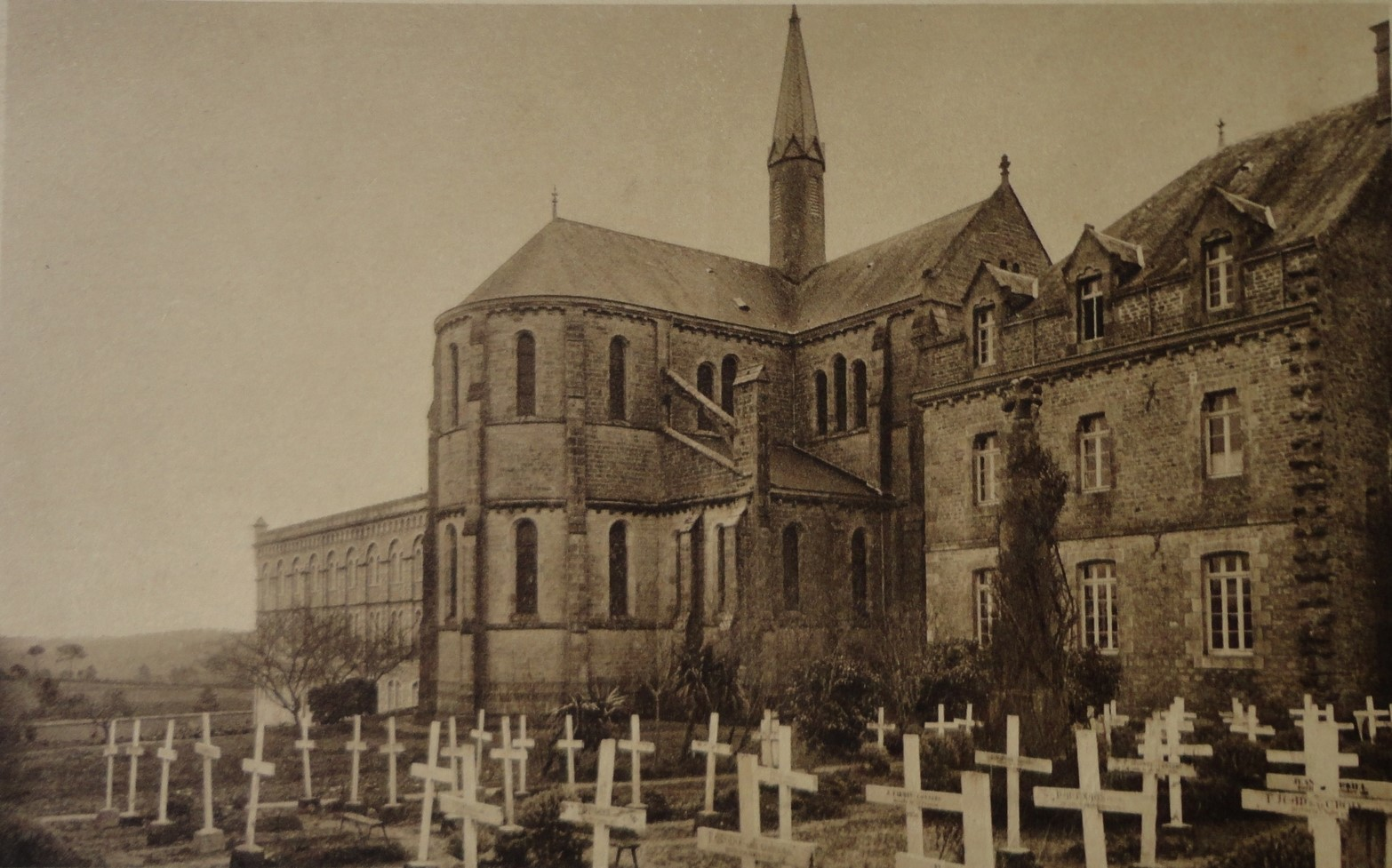
L'abbaye Notre-Dame de Timadeuc et son cimetière vers 1910.

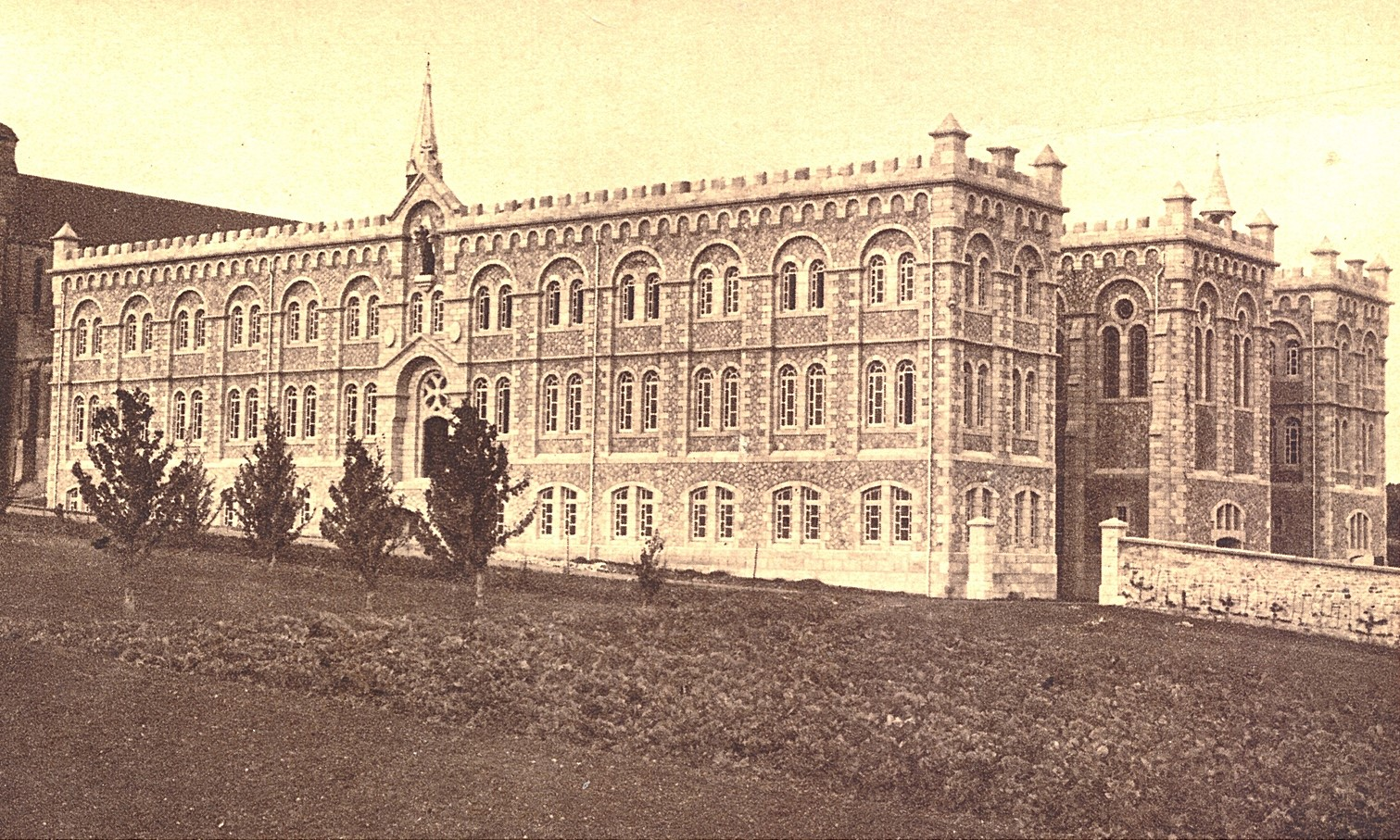
L'abbaye Notre-Dame de Timadeuc au début du XXe siècle.

Son histoire est marquée par un incendie criminel qui ravagea les bâtiments en 1863 (perte évaluée à plus de 200 000 francs) et par leur expulsion des lieux manu militari en 1880 (la Troisième République passe un décret anticlérical le 29 mars interdisant le port de l’habit religieux et la vie en communauté), mais les scellés furent levés le 1er décembre 1882, date à laquelle les moines réintégrèrent leur abbaye. En 1895, la vieille église fut détruite, une nouvelle de style néo-gothique fut reconstruite de 1895 à 1898 : la pose de la première pierre, gravée du millésime de 1895, se fit dans le chevet. Dans une cavité pratiquée dans cette « pierre de fondation » fut déposé un cœur de plomb renfermant des médailles de la Sainte-Vierge, de saint Joseph, de saint Benoît, de sainte Anne et de l'Ange gardien. Placée sous le vocable de Notre-Dame de l'Assomption, le fronton du portail porte les armoiries des Tymadeuc "de gueules à trois molettes d'argent" et celles de l'abbaye, la mitre et la crosse.
La Loi de séparation des Églises et de l'État en 1905 menaça l'existence de l'abbaye : douze religieux quittèrent Timadeuc et se retirèrent en Notre-Dame du Petit Clairvaux au Canada en 1903 pour préparer l'exil de la communauté qui n'eut pas lieu. Le monastère définitif de Timadeuc fut construit entre 1925 et 1930.

### Timadeuc pendant la Seconde Guerre mondiale
L'abbaye fut un haut lieu de la résistance pendant la Seconde Guerre mondiale, sous l'autorité de son père abbé, Dom Dominique Nogues, qui fut aussi un agent du réseau Pat O'Leary. L'abbaye cacha des aviateurs, des résistants et des dépôts d'armes et des moines furent arrêtés. Parmi eux, le père Gwenaël qui mourut en déportation. D'autres moines pourtant actifs dans la Résistance comme le père Gabriel Bourdier (prieur à partir de 1943), le père Alain Christian ou encore le père Louis de Gonzague (spécialiste de la fabrication des faux papiers) échappèrent aux arrestations.
Cette contribution à la Résistance valut à l'abbaye de Timadeuc la médaille de la Résistance française en 1946, un calvaire commémorant les faits.

### Abbés successifs
- Bernard Dugué (1847-1859)
- Cyprien Morel (1859-1887)
- Bernard Chevalier (1888-1912)
- Brieuc Boutmy (1912-1922)
- Dominique Nogues (1922-1946)
- Gabriel Blourdier (1946-1954)
- Emmanuel de Miscault (1954-1971)
- Claude Richard (1971-1993)
- Paul Houix (1993- démission en 2011 à l'âge de 75 ans comme le veut la règle) : en 2008, il dirige une communauté de 31 moines[11]. Il décède le 28 août 2015[12].
- Benoît Briand 2011-…

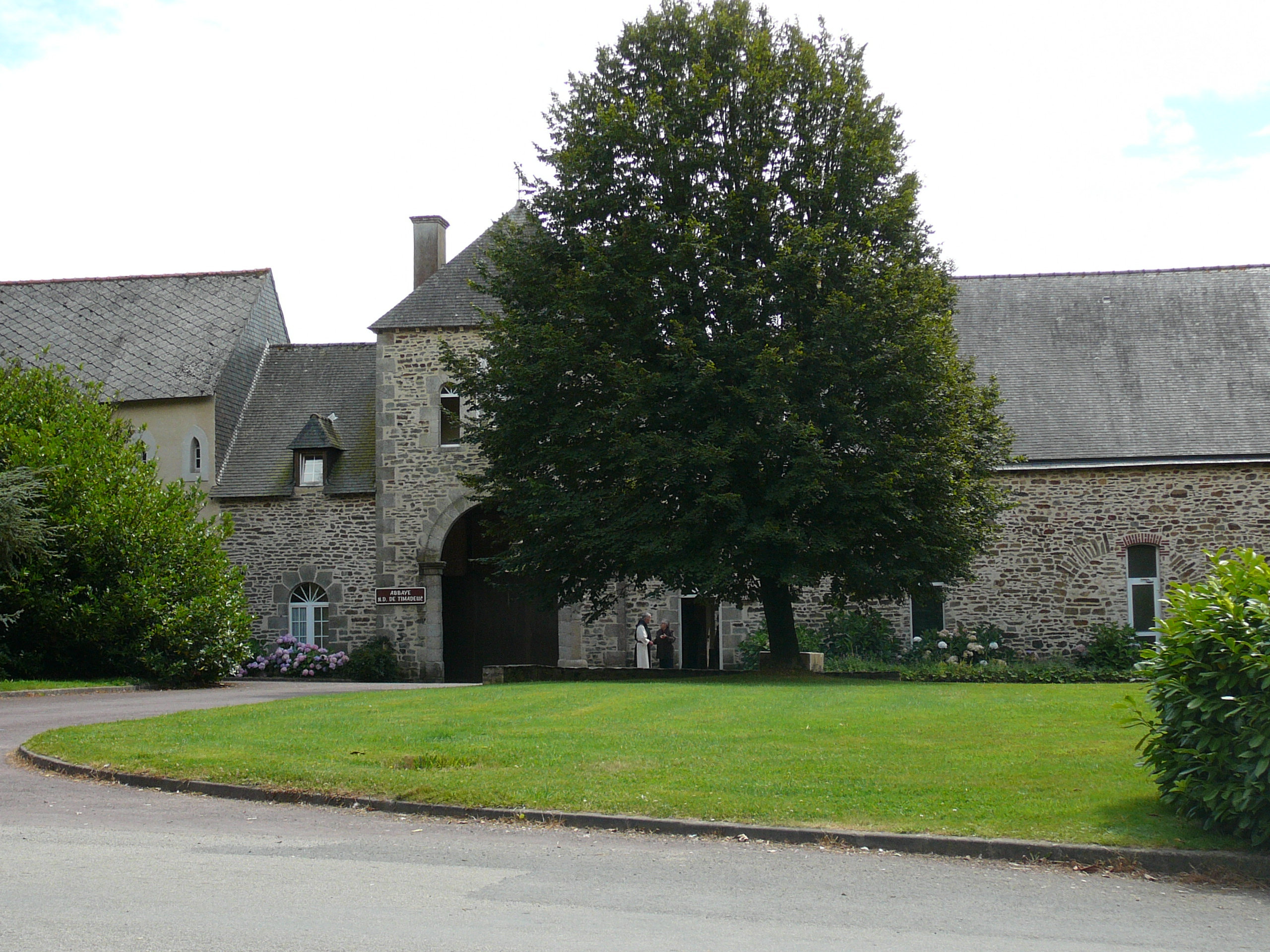
Porterie de l'abbaye abritant une boutique.
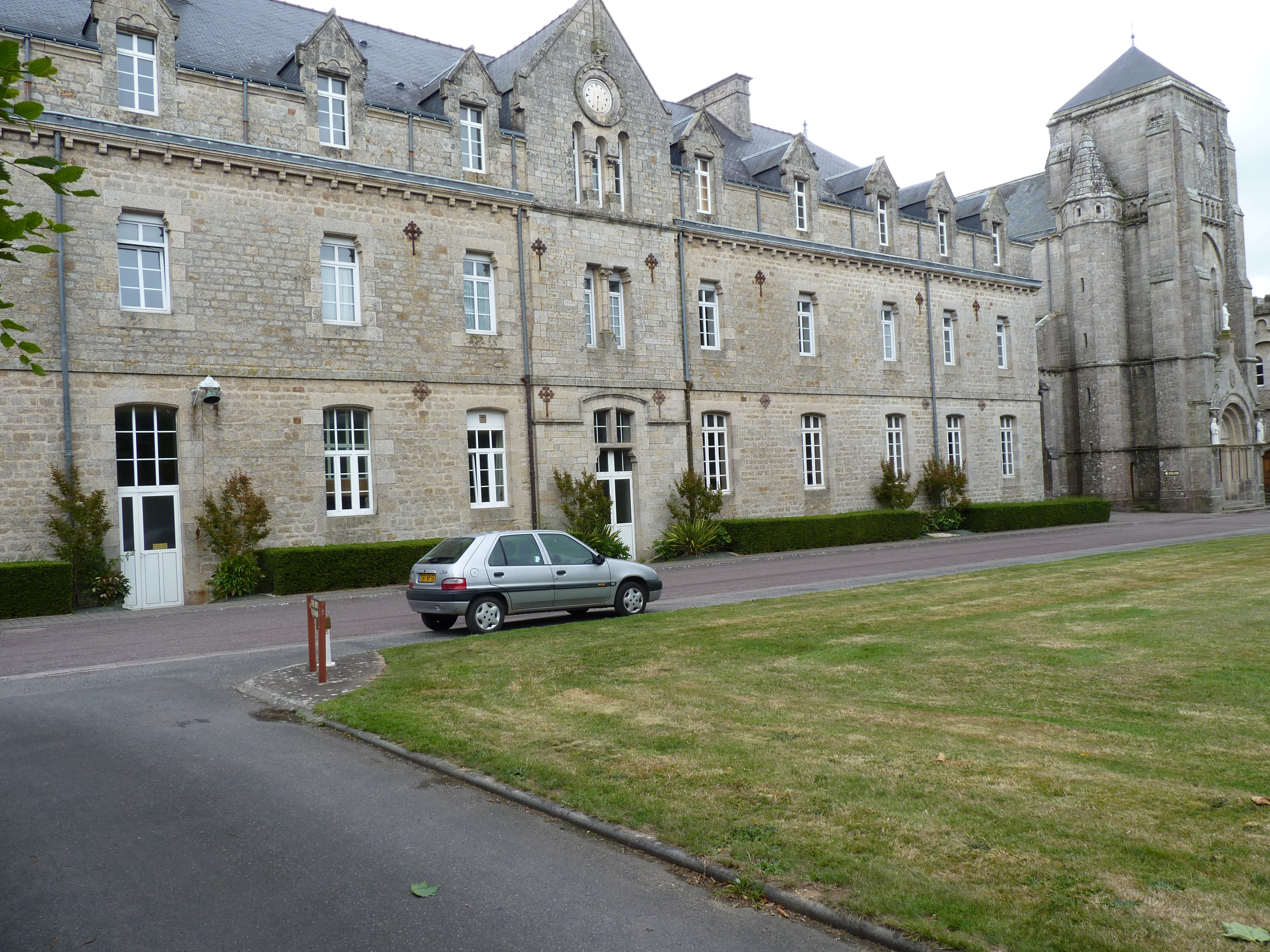
Façade d'origine (1860) de l'hôtellerie.
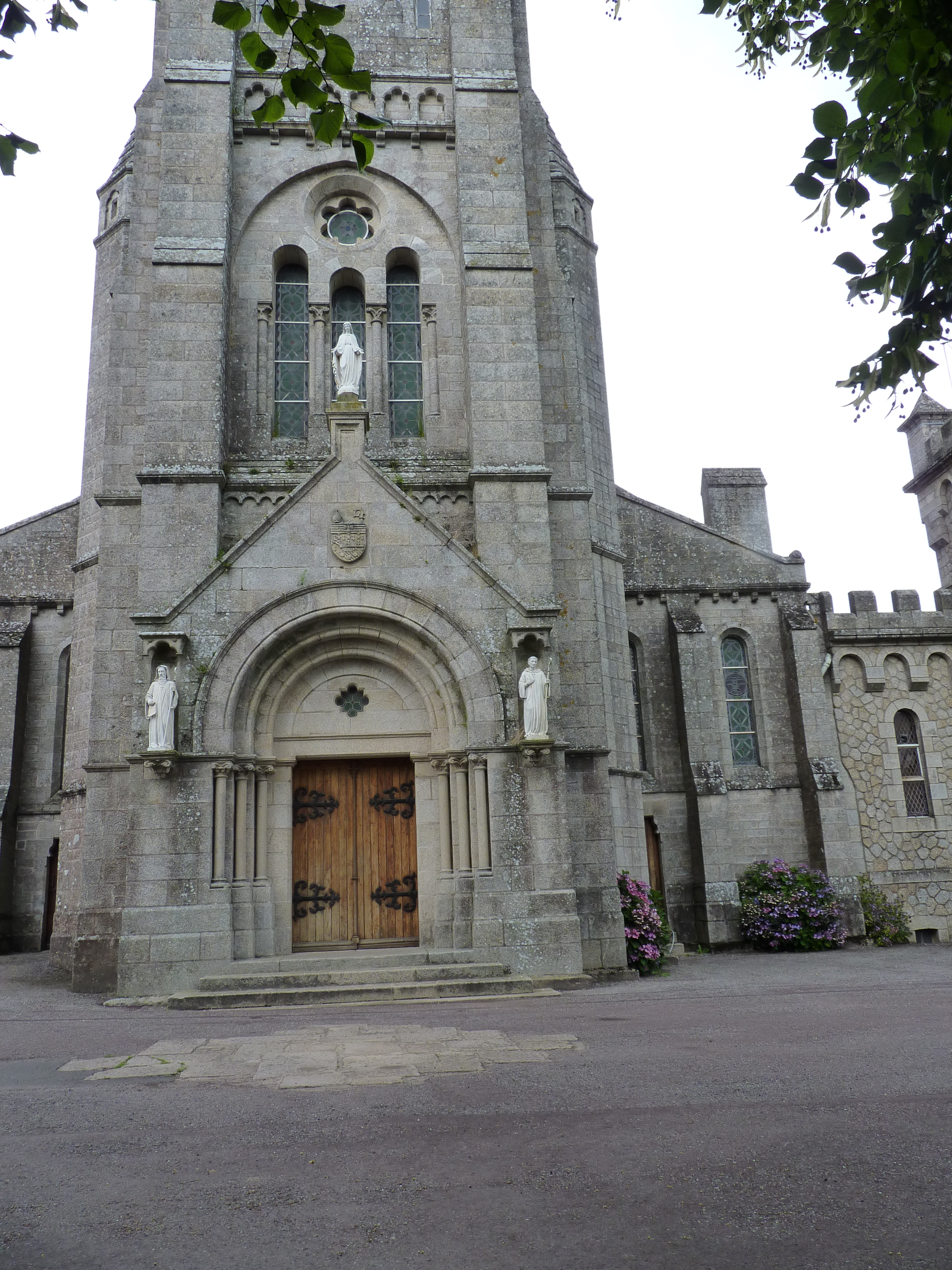
Église conventuelle Notre-Dame de l'Assomption.
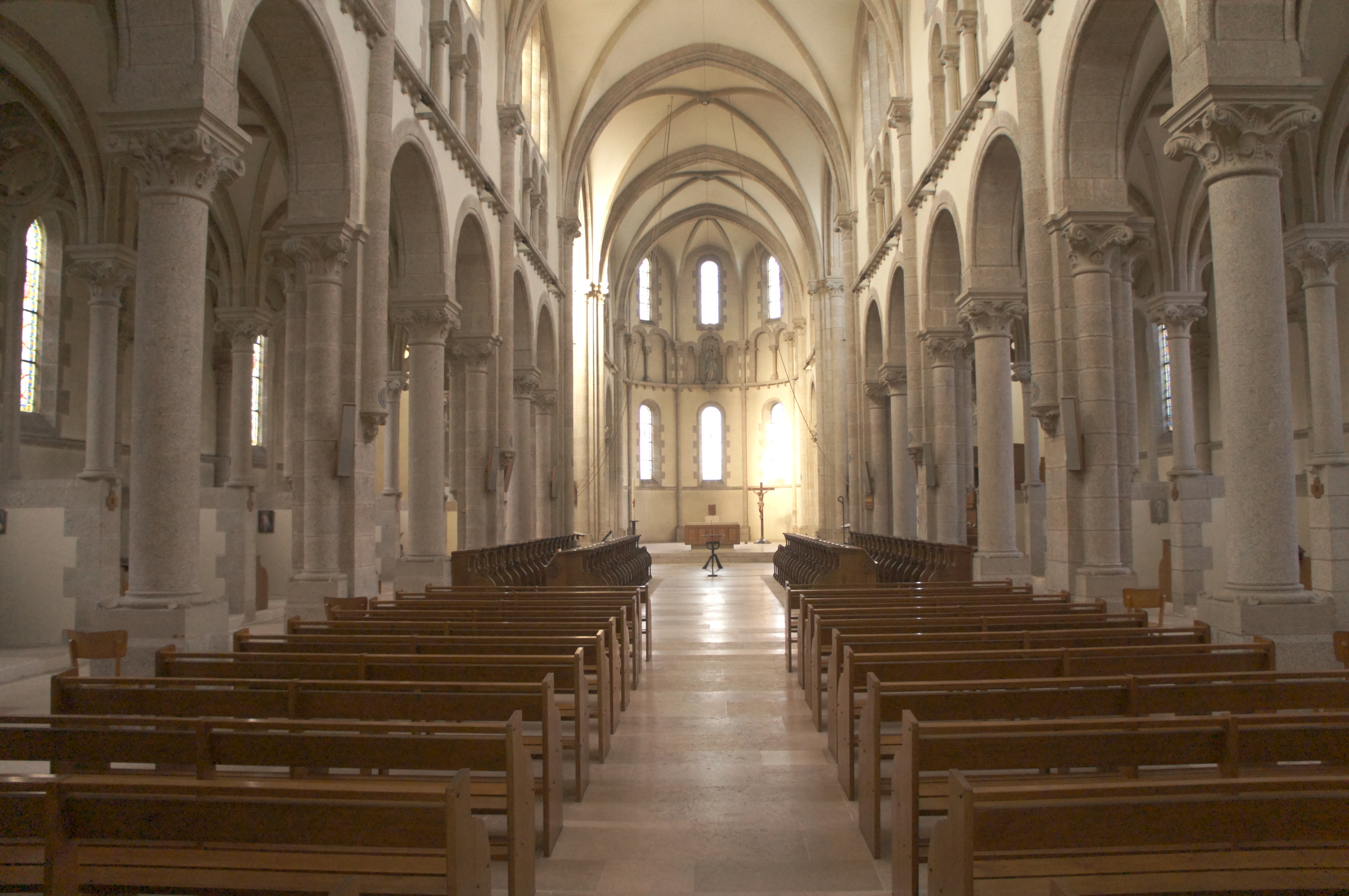
Nef de l'église abbatiale.
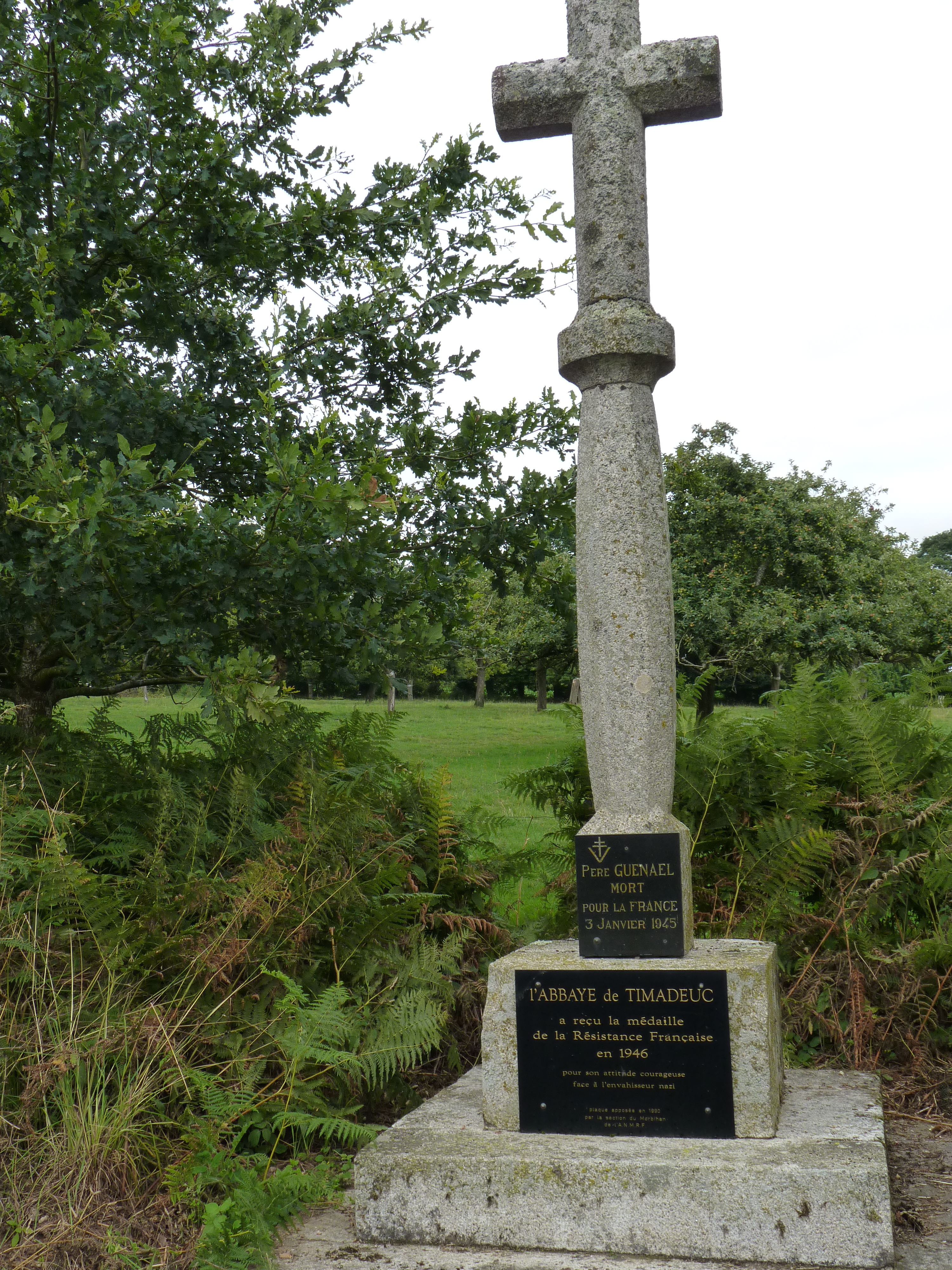
Calvaire de Timadeuc.

## Activités et productions

### Vie de prière
Malgré son implantation au bout d'une petite route, c'est un lieu très fréquenté pour la prière, le chant grégorien (plusieurs disques ont été enregistrés par la communauté).
Le moine réalise quotidiennement 3 séries de deux prières collectives (vigiles et laudes le matin, sexte et none, l’après-midi, vêpres et complies le soir)  plus la messe, 2 séries de 3 heures de travail et un temps de prière personnelle (la « lectio divina »).

### Activités artisanales

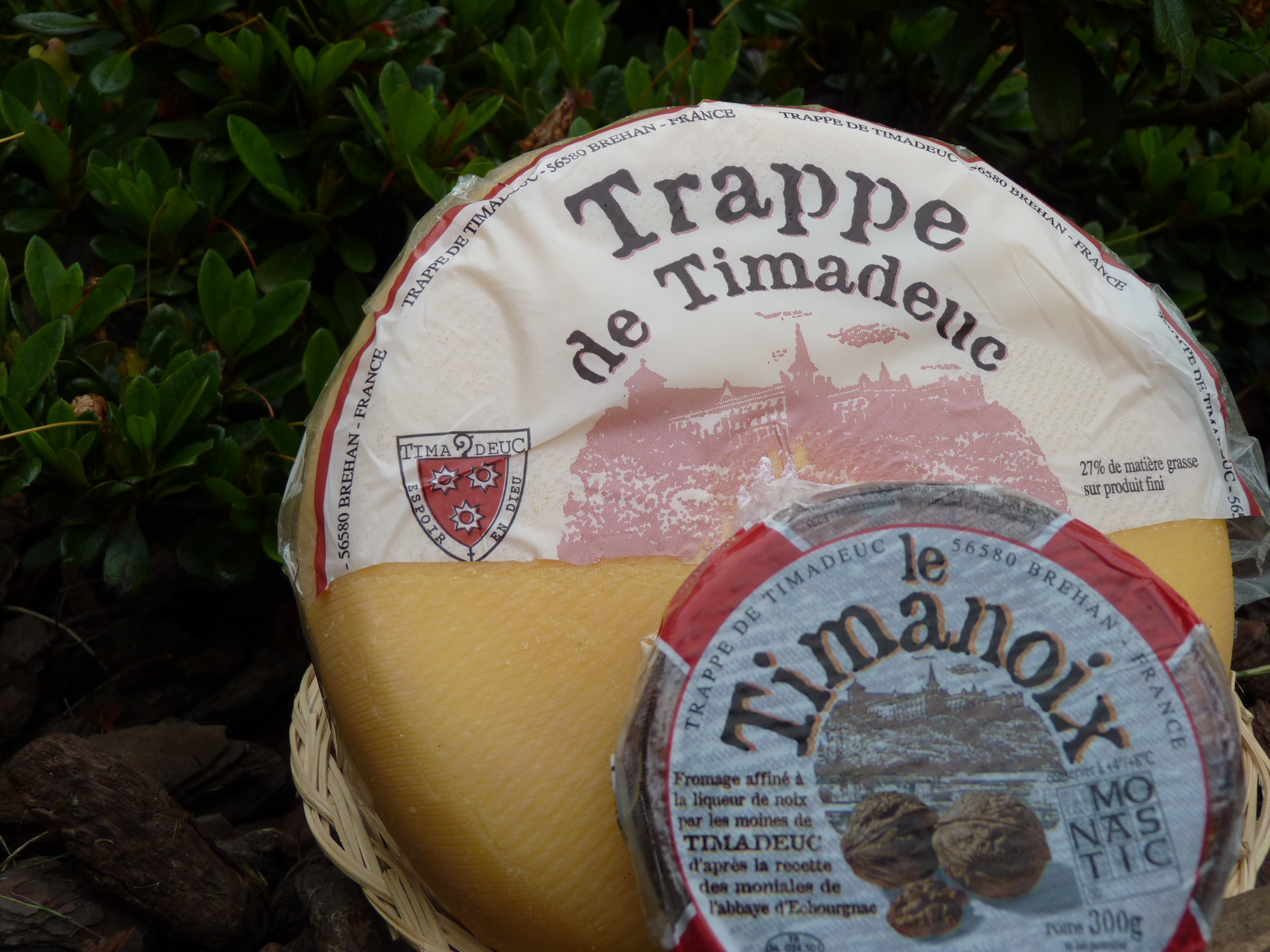
Les fromages de marques Trappe de Timadeuc et Le Timanoix.

Les principales ressources de l'abbaye sont assurées par une activité artisanale liée à l'agroalimentaire. Le vieillissement de la communauté fait que l'activité agricole a été abandonnée : les terres sont désormais louées à une agricultrice ; la transformation fromagère est, en partie, également abandonnée et dorénavant sous-traitée par l'industrie laitière. Seule l'opération d'affinage artisanal de ces fromages industriels est conservée par la communauté. Le premier de ceux-ci est de marque Trappe de Timadeuc : un fromage au lait pasteurisé de vache; le second, de marque Le Timanoix, est affiné à la liqueur de noix. La recette de ce dernier a été léguée par les moniales de l'abbaye d'Echourgnac fondée à l'origine par des moines originaires de l'abbaye du Port-du-Salut. La communauté monastique de Timadeuc transforme également des pâtes de fruits à partir de fruits de leur verger.
Les fromages et pâtes de fruits de Timadeuc portent également la marque Monastic.